# Þverfell (kulle i Island, Norðurland eystra, lat 66,09, long -15,29)
Þverfell är en kulle i republiken Island. Den ligger i regionen Norðurland eystra, i den nordöstra delen av landet, 400 km nordost om huvudstaden Reykjavík. Toppen på Þverfell är 694 meter över havet.
Trakten runt Þverfell är nära nog obefolkad, med mindre än två invånare per kvadratkilometer. Närmaste större samhälle är Þórshöfn, 12,2 km norr om Þverfell. Omgivningarna runt Þverfell är i huvudsak ett öppet busklandskap.